# Ngo (district)
Le district de Ngo est l'un des districts de la région des plateaux en république du Congo ayant pour chef-lieu la Ville de Ngo.